# Jonas Wikman (präst)
Jonas Esberni Wikman, född 1641 i Konungsunds församling, Östergötland, död 15 januari 1692 i Lofta församling, Kalmar län, var en svensk präst.

## Biografi
Jonas Wikman föddes 1641 på Svinnesund "Svensksund" i Konungsunds socken. Han var son till fogden Esbjörn Börjeson. Wikman blev 1664 student vid Uppsala universitet och blev 1675 konsistorienotarie vid Linköpings konsistorium. Han prästvigdes 26 oktober 1677 och blev 1679 komminister i Loftahammars församling. Wikman blev 1684 kyrkoherde i Lofta församling och utnämndes 1691 till prost. Han avled 1692 i Lofta socken.

### Familj
Wikman gifte sig 1679 med en dotter till kyrkoherden Johannes Gudmundi i Lofta församling och Anna Prytz. De fick tillsammans barnen Jacob Wikman (1680–1696), Erik Wikman (född 1684), Engla Wikman (född 1686) och Anna Wikman (1690–1690).